# Mártires de Drina
As Beatas Mártires de Drina (Croata : Drinske mučenice) foram professas Irmãs da Congregação das Filhas da Divina Caridade, que perderam suas vidas durante a Segunda Guerra Mundial. Quatro foram mortas quando saltaram de uma janela em Goražde em 15 de dezembro de 1941, supostamente para evitar serem estupradas por Chetniks, e a última foi morta pelos Chetniks em Sjetlina na semana seguinte. As cinco freiras mais tarde foram declaradas mártires e beatificadas pelo Papa Bento XVI (delegado ao Cardeal Angelo Amato) em 24 de setembro de 2011.

## História
Em 6 de abril de 1941, as forças do Eixo invadiram o Reino da Iugoslávia. Mal equipado e mal treinado, o Exército Real da Jugoslávia foram rapidamente derrotados . O país foi então desmembrado. O extremo croata nacionalista e fascista Ante Pavelic, que tinha sido exilado por Benito Mussolini na Itália, foi nomeado Poglavnik (líder) de um Ustaše liderada pelo Estado Independente da Croácia . O NDH combinou quase toda a atual Croácia, toda a atual Bósnia e Herzegovina e partes da atual Sérvia em um "quase protetorado ítalo-alemão". As autoridades de NDH, lideradas pela milícia Ustaše .Implementaram subsequentemente políticas genocidas contra a população sérvia, judaica e cigana que vive dentro das fronteiras do novo estado.

## Vida e martírio

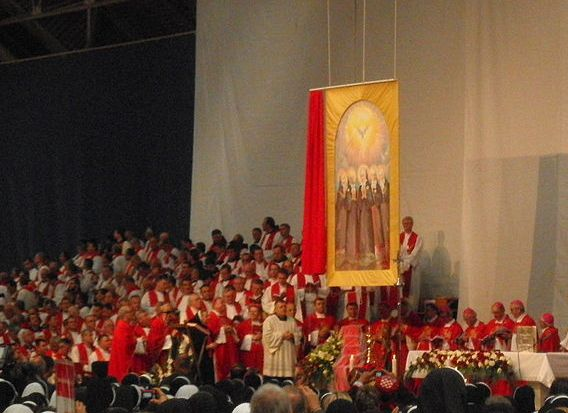
Beatificação 24 de setembro de 2011 em Sarajevo.

Quatro morreram no dia 15 de dezembro:
- Kata Ivanišević (Irmã Maria Giulia), croata, nascida em 25 de novembro de 1893 ;
- Jožefa Bojanc (Ir. Maria Krizina), eslovena, nascida em 14 de maio de 1885 ;
- Jožefa Fabjan (Irmã Maria Antonia), eslovena, nascida em 23 de janeiro de 1907 ;
- Terezija Banja (Irmã Maria Bernadetta), croata de origem húngara, nascida em 18 de junho de 1912 .

A última morreu em 23 de dezembro :
- Karoline Anna Leidenix (Irmã Maria Berchmana), austríaca, nascida em 28 de outubro de 1865 ;

Ivanišević, madre superiora da comunidade de Pale, é considerada a líder do grupo de mártires.
As religiosas foram proclamadas abençoadas em 24 de setembro de 2011 em Sarajevo pelo cardeal Angelo Amato, prefeito da Congregação para as Causas dos Santos, representando o Papa Bento XVI.